# Schlacht von Ksar Ghilane

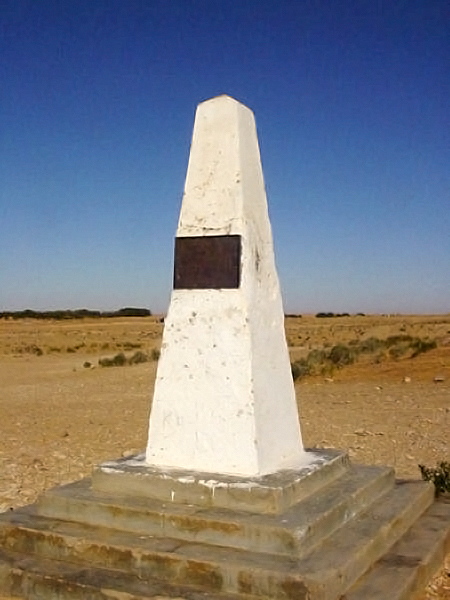
Der französische Gedenk-Obelisk bei der Oase Ksar Ghilane erinnert an Jacques-Philippe Leclerc de Hauteclocque und die Schlacht.

Die Schlacht von Ksar Ghilane (auch: Ksar Rhilane) war eine militärische Auseinandersetzung, die während des Zweiten Weltkriegs auf dem afrikanischen Kontinent zwischen dem Deutschen Afrikakorps (DAK) und den alliierten Streitkräften stattfand. Ksar Ghilane, eine bereits in römischer Zeit mit einer kleinen Garnison belegte Wüstenoase (Kleinkastell Tisavar), die unmittelbar am nördlichen Rand der zur Sahara gehörenden Östlichen Großen Sandwüste liegt, befindet sich rund 75 Kilometer westlich von Tataouine in Südtunesien.
Am 10. März 1943 griffen zwei deutsche Panzerdivisionen des DAK die an der Oase verschanzten Freien Französischen Streitkräfte des damaligen Brigadegenerals Jacques-Philippe Leclerc de Hauteclocque (1902–1947) an. Bf 109 des Jagdgeschwaders 77 der Luftwaffe, die als Begleitschutz für die ebenfalls in den Raum Ksar Rhilane beorderten Ju 87 des Sturzkampfgeschwaders 3 fungierten, wurden dabei in Kämpfe gegen 20 Curtiss Kittyhawk und sechs Spitfires der britischen Royal Air Force verwickelt. Die Alliierten konnten zwar vor allem durch ihre Luftunterstützung – insbesondere durch Hurricane Mk.IIB mit panzerbrechenden Waffen – den kampfentscheidenden Bodenangriff aufhalten und abweisen, dem Jagdgeschwader 77 gelang es jedoch, zehn feindliche Flugzeuge abzuschießen und ohne eigene Verluste das Gefecht zu beenden.
Ungewöhnlicherweise blieben die Spuren der Panzerketten bis mindestens 1979 im Sand sichtbar und zwei hier etablierte Wüstenpflanzen wurden nach dem Krieg nicht mehr gesichtet. Dies wertete ein Bericht der Welternährungsorganisation der Vereinten Nationen 1985 im Kontext mit anderen afrikanischen Kriegsschauplätzen als ein Zeichen, wie schnell das Ökosystem in Trockenzonen selbst durch scheinbar kleine Störungen aus dem Gleichgewicht gebracht werden kann.